# Pascal Claude
Pascal Claude est un journaliste et animateur radiophonique belge.

## Carrière
Pascal Claude a été l’animateur de la tranche matinale Matin Première sur la RTBF de 2008 à 2009. De septembre 2012 à l’été 2013, il a présenté l’émission Connexions sur la Première. En septembre 2013, il est aux commandes de l'émission culturelle de la matinée sur la Première : Tout le monde y passe, devenue Entrez sans frapper. Depuis septembre 2016, il anime Dans quel monde on vit? et il a succédé à Jean-Pol Hecq à la présentation de l’émission Et Dieu dans tout ça?. La RTBF lui a également confié La Nuit des Écrivains, une émission annuelle qu'il présente avec Myriam Leroy.